# ワイゲオ島
ワイゲオ島（Waigeo）はインドネシア、パプアニューギニア島近郊のラジャ・アンパット諸島に属する島。アンベリ（Amberi）ワイギウ（Waigiu）などとしても知られる。

## 地理
ハルマヘラ島とニューギニア島ドベライ半島の間に存在するラジャ・アンパット諸島の主要な4島の一つで最大の島となっている。南のニューギニア島に程近いのバタンタ島とはダンピア海峡で隔てられており、北西のカウェ諸島とはブーゲンビル海峡で隔てられている。
島の中央部はほぼ島を二分するように海が大きく内側に入り組んで馬蹄型のようになっておりこの湾はマヨーリ湾（Majoli Gulf）と呼ばれている。島の面積は3,155km2であり、最高地点は958mのGunung Nok、次いで939mのSerodjilである。島の西から東にかけての大きさはおおよそ110kmであり南北は50km程である。東部の北岸にはアユ諸島が存在する。

## 概要
イリアンジャヤの西パプア州ラジャ・アンパット県に属しており、島内南西部のワイサイは県都となっている。島内ではパプア・マレー語、ビアク語、Ma'ya語、ワイゲオ語などが話されている。
1526年から27年にかけて、ポルトガルの探検家ジョルジ・デ・メネゼスが上陸している。

## 生態系
島内には多くの固有種が住むほか、ラジャ・アンパット諸島やドベライ半島などにまたがって生息する希少生物が存在する。
- ワイゲオツカツクリ（英語版）
- ワイゲオブチクスクス（英語版）
- ワイゲオレインボーフィッシュ（英語版）
- アカメモドキ（英語版）
- シモフリホソオオトカゲ（英語版）
- Achaea simplex
- Hypochlorosis ancharia
- フォルバスシジミ（英語版）
- Karstarma waigeo
- Nepenthes danseri

## ギャラリー

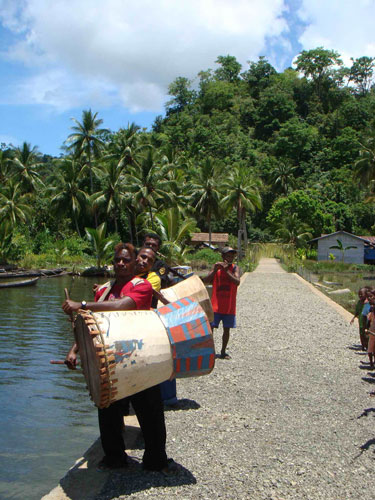
ワイゲオの住民

## 註
1. ↑  Victor Émile van Straelen, Résultats scientifiques du voyage aux Indes Orientales Néerlandaises de LL.AA.RR. le Prince et la Princesse Léopold de Belgique, Musée royale d'histoire naturelle de Belgique, 1933
2. ↑  Pub164, 2004 Sailing Directions (Enroute): New Guinea
3. ↑  Remijsen, Bert, 2001. Word Prosodic systems of the Raja Ampat languages. Utrecht: LOT Publications.